# Kham Keut
Kham Keut, Kham Kert hay Kham Keul (sinh thế kỷ 15 tại Muang Sua, mất 1438 tại Luang Phrabang), danh xưng hoàng gia là Samdach Brhat-Anya Chao Kama Kirti, là vua của Vương quốc Lan Xang, trị vì từ năm 1436 đến khi mất 1438.
Ông là con trai thứ sáu của Vua Samsenethai, người trị vì từ năm 1373 đến 1416, và bà mẹ ông được cho là một nô lệ cung đình. Khi lên ngôi năm 1436, ông tự xưng là tái sinh của vua cha..
Ông mất do động kinh năm 1438. Kế tục là Nữ vương Keo Phimpha.